# Achrysocharoides albus
Achrysocharoides albus är en stekelart som beskrevs av Yoshimoto 1977. Achrysocharoides albus ingår i släktet Achrysocharoides och familjen finglanssteklar. Inga underarter finns listade i Catalogue of Life.